# Melodije morja in sonca 1980
III. Melodije morja in sonca (Piran '80) so potekale v ponedeljek, 21. julija 1980, na piranskem Tartinijevem trgu. Vodila sta jih Bruna Alesio in Mišo Zaletel.
Zmagala sta Oto Pestner in Majda Petan s pesmijo Melodije sonca in morja.

## Tekmovalne skladbe
Na razpis je prispelo 43 skladb, izmed katerih jih je izborna komisija v sestavi Vilko Ovsenik, Vito Butara, Jani Kenda, Mitja Kos, Dragotin Tota, Marjan Tomšič in Silvio Odogazo za festival izbrala 16.
| #   | Izvajalec                  | Naslov pesmi                  | Avtor glasbe/besedila (aranžmaja)             |
| --- | -------------------------- | ----------------------------- | --------------------------------------------- |
| 1.  | Laura Budal                | Začaran krog                  | Srečo Mihelčič/Srečo Mihelčič (Jani Golob)    |
| 2.  | Ivo Mojzer                 | Moji spomini                  | Boris Roškar/Alfi Nipič (Dečo Žgur)           |
| 3.  | Andreja Zupančič           | Morska zvezda                 | Miha Kralj/Miha Kralj (Miha Kralj)            |
| 4.  | Janko Ropret               | Pri morju hišica              | Feri Horvat/Črt Škodlar (Mojmir Sepe)         |
| 5.  | Moni Kovačič               | Kot mrtva obala               | Veseli Oršolić/Darja Keber (Jani Golob)       |
| 6.  | Oto Pestner in Majda Petan | Melodije sonca in morja       | Milan Ferlež/Elza Budau (Milan Ferlež)        |
| 7.  | Mirko Cetinski             | Insegnami ad amare            | Đelo Jusić/Mario Kinel (Đelo Jusić)           |
| 8.  | Prah                       | Žrelo                         | Miha Kralj/Miha Kralj (Miha Kralj)            |
| 9.  | Braco Koren                | Včasih                        | Vasilij Repinc/Duša Repinc (Vasilij Repinc)   |
| 10. | Majda Sepe                 | Pridi, pridi, beli moj spomin | Mojmir Sepe/Igor Torkar (Mojmir Sepe)         |
| 11. | New Swing Quartet          | Ljubim te, Slovenija          | Oto Pestner/Oto Pestner (Milan Ferlež)        |
| 12. | Tatjana Dremelj            | Daj mi srce                   | Berti Rodošek/Tatjana Rodošek (Janez Gregorc) |
| 13. | Edvin Fliser               | Steciva po stezah poletja     | Konrad Doler/Ivan Sivec (Josip Forenbacher)   |
| 14. | Branka Kraner              | Fant iz južnih krajev         | Jure Robežnik/Daniel Levski (Jure Robežnik)   |
| 15. | Čarli Arhar                | Marko na barko                | Drago Mislej/Drago Mislej (Dečo Žgur)         |
| 16. | Elda Viler                 | Minilo je poletje             | Bojan Lavrić/Ivan Sivec (Mojmir Sepe)         |

## Nagrade
Nagrade občinstva
- 1. nagrada – zlato sidro: Melodije sonca in morja (Milan Ferlež/Elza Budau) − Oto Pestner in Majda Petan
- 2. nagrada − srebrno sidro: Ljubim te, Slovenija (Oto Pestner) − New Swing Quartet
- 3. nagrada − bronasto sidro: Žrelo (Miha Kralj) − Prah

Nagrada za najboljše besedilo (žirija Ljubljanskega dnevnika)
- Duša Repinc za Včasih (Braco Koren)

Nagrada za najboljšo priredbo
- Đelo Jusić za Insegnami ad amare (Mirko Cetinski)